# Rolento
Rolento (エル・フォルテ Rorento Efu Shugerugu) è un personaggio immaginario che compare nel videogioco Street Fighter Alpha e come boss nel quarto livello di Final Fight; il suo scopo è creare una nazione a sé stante; per far questo decide di mettersi contro Bison.

## In Final Fight
Rolento ha fatto la sua prima apparizione come boss del quarto livello nell'originale Final Fight; qui è un mercenario pagato dalla Mad Gear, un'organizzazione criminale; viene pero' sconfitto da Cody e Guy ed esce subito dai ranghi dell'organizzazione.

## In Street Fighter
Appare per la prima volta in Street Fighter Alpha 2, poi appare in altri titoli del gioco come Street Fighter Alpha 3, Street Fighter X Tekken ed Ultra Street Fighter IV.

## Aspetto
È un ex membro dell'unità delle forze speciali statunitensi, il che spiega il suo aspetto militare con la divisa gialla, il berretto rosso e le sue abilità nelle arti marziali. Combatte con un bastone e le sue tecniche speciali includono arrampicarsi sul muro, saltare e calciare, colpire con il bastone e lanciare coltelli e granate esplosive.

## Curiosità
Rolento può essere considerato un personaggio neutrale per via della sua rigorosa fede nell'ordine e nella disciplina, per questo motivo, sebbene immagini una nazione utopica e i suoi metodi possono essere discutibili, ha delle inclinazioni nobili, come il suo finale non canonico di Street Fighter Alpha 3, in cui distrugge lo Psycho Drive perché ritiene che la sua utopia sia impossibile se le persone non hanno la propria libertà di scelta.